# Rsko
Rsko, est un rappeur et chanteur français.

## Biographie

### Vie privée
Rsko, originaire du quartier Bois-l'Abbé dans le Val-de-Marne,, ne dévoile presque rien à propos de sa vie privée.
Toutefois, il est âgé de la vingtaine en décembre 2023 selon Mouv', ce qui indique qu'il est vraisemblablement né au début des années 2000. De plus, sa participation au projet 100% Congo du rappeur Gradur indique qu'il a grandi dans une famille d'origine congolaise.

### Carrière

#### Enfance et débuts (jusqu'en 2020)
Son pseudonyme le suit depuis l'enfance, quand il commençait à rapper en famille. Il y avait ainsi Rsko, mais également ses frères Nsko et Krusty. « Ça a commencé comme ça et je l’ai gardé jusqu’à aujourd’hui », explique-t-il. Il écoute du rap français, mais aussi américain, comme 2Pac et T-Pain.
Dans un premier temps, il accompagne et fait les backs du trio L2B Gang, originaire du même quartier que lui, à savoir le Bois-l'Abbé, dans le département du Val-de-Marne (94). Il est mis dans le bain, fait sa première session studio avec eux, et aurait pu devenir le quatrième membre, mais cela ne se fait pas.
Rsko partage un tout premier morceaux sur les plateformes de streaming en mai 2020, avec Porsche. Auparavant, son producteur a partagé un extrait sur les réseaux sociaux en février pour tater le terrain. S'il chante, c'est grâce à Fetty Wap. C'est cet artiste américain qui lui a donné envie de chanter plutôt que de rapper. « Aux States, la plupart des rappeurs chantent », ajoute-t-il.

#### Premiers succès etEn chemin(2021)
Au mois de mai 2021, Rsko signe chez Elektra France, la branche urbaine de Warner Music France.
En juillet 2021, Rsko partage son premier EP, intitulé En chemin. Deux morceaux qui y figurent ont eu un succès particulier, ce sont Sal histoire et 10h Pétantes.
Pour L'Eclaireur de la Fnac, Sal histoire, seul morceau sorti en single avant l'EP, en a fait la révélation musicale de l'année 2021. Il a en effet reçu un coup de pouce des utilisateurs de TikTok, qui ont créé une trend avec sa musique, au lendemain de la sortie du clip sur YouTube. « Je ne connaissais même pas Tiktok à l’époque et j’y découvre ma tête ». « Je ne suis pas allé sur TikTok pour mettre un extrait de Sal histoire pour que ça perce, j’ai sorti mon son sur YouTube comme tout le monde et c’est sur TikTok que les gens ont capté ».

#### LMDB(2022)
En juin 2022, Le Parisien présente l'artiste comme « le phénomène Rsko » et « la star des réseaux sociaux », à l'occasion de sa première véritable scène à Ormesson.
Son premier album, LMDB, acronyme de La Mélodie des Banlieues, sort le 8 juillet 2022. Sur les 16 titres que compte le projet, cinq sont des featurings. Rsko a en effet invité le L2B Gang (sur le morceau Compète), son ami Tiakola (Palavé), Gazo (100 Mi-temps) et Chilly (Allô allô), ainsi que Rapi Sati et Liim's (By night).
Le 7 octobre 2022, Rsko collabore avec Aya Nakamura pour un remix de Contvct, morceau de l'album, qu'il intègre également à LMDB. C'est la chanteuse qui l'a approché, ayant apprécié sa version. Le 15 décembre, l'album est réédité et sort en version Deluxe, avec trois titres supplémentaires, portant son total à vingt. On y retrouve deux morceaux en solo, mais également Bosseur pour un nouveau morceau avec Tiakola.
Au cours de l'année, il apparaît sur l'album Mélo de Tiakola, pour un single de diamant : Gasolina. Il s'agit de sa plus grande fierté.
En novembre 2022, Rsko devient égérie Puma pour leur nouvelle RS-X. La marque allemande précise dans son communiqué que « les émotions qui se dégagent de ses morceaux dessinent les contours de ses rimes pour traduire une plume sincère et touchante ». En avril 2023, leur collaboration les mène à des publicités sur TikTok et un concert exclusif diffusés sur les comptes respecifs de l'équipementier et du chanteur.

#### Memory(2023)
Le deuxième album de Rsko est intitulé Memory et est dévoilé le 3 novembre 2023. Il comprend, sur ses 17 titres, des collaborations avec SDM (sur le morceau Mucho cuir) et Highlyy (en) (Plan), ainsi que Niska et iDS du groupe L2B (Rebelote). Il cumule plus d'un million de streams 24 heures après sa sortie, précisément 1'199'787. Le 4 novembre dans l'après-midi, 15 des 17 pistes sont classées dans le top 50 d'Apple Music France.
Tous les artistes du projets sont originaires du Congo et Rsko s'est rendu à Londres pour certains morceaux, comme pour dénicher BKAY, le producteur de Channel Bag, ou pour réaliser Plan en collaboration avec la britannique Highlyy (en).
Fin novembre, Rsko est invité par Arte pour leur émission Dans le Club. En février 2024, Rsko se produit sur la scène parisienne de La Cigale, une salle remplie en moins de 24 heures.

## Discographie

### Singles
- 2020 : Porsche
- 2021 :
  - Sal histoire
  - 10h Pétantes
  - Paro (Live Performance)
  - The Cage
  - Booska RS
- 2022 :
  - 100 Mi-Temps (feat. Gazo)
  - Problème
  - Loyal
  - Cup
  - Chaque jour (Bande Originale Tracklist)
  - Palavé (feat. Tiakola)
  - Compète (feat. L2B Gang)
  - By night (feat. Rapi Sati & Liim's)
  - Allô, allô (feat. Chily)
  - Contvct (feat. Aya Nakamura)
  - Appât du gain
  - Bosseur (feat. Tiakola)
- 2023
  - Elles aiment les OG'S
  - Clio 2
  - Ca va
  - Comme ça
  - Rebelote (feat. Niska & IDS)
  - Mucho cuir (feat. SDM)
  - Plan (feat. Highlyy (en))
- 2024
  - Boom Boom (feat. IDS)
  - 12 coups
  - PCC (feat. Franglish)

### Apparitions
- 2021 :
  - Gino J feat. Rsko - H24 Dans L'Tiekson (Dangereux)
  - Mayo feat. Guy2Bezbar & Rsko - C'est puissant (sur l'album Yoski)
  - L2B feat. Rsko - Amis d'enfance
- 2022 :
  - Tiakola feat. Rsko - Gasolina (sur l'album Mélo)
  - Franglish feat. Rsko - Béton (sur l'album Glish)
  - Brk feat. Rsko - Liquide
  - Black Crystal feat. Rsko - Sans toi (sur l'album 2 issues)
- 2023 :
  - Bné feat. Rsko - Control – Remix
  - Landy feat. Leto & Rsko - Chaque jour (sur l'album Brave)
  - MALTY 2BZ feat. Rsko et Fresh La Douille - Anonnés (sur l'album Enfant de Malheur)
  - Rapi Sati feat. Rsko - R.I.P Pop Smoke – Uber (sur l'album Rapi Sati School)
  - L2B feat. Rsko - Pour Toi (sur l'album Plus Comme Avant)
  - Imen Es feat. Rsko - Pour nous (sur l'album Train de vie)
  - Leto feat. Rsko & Tiakola - God Bless (sur l'album Trap$tar 3)
  - Mayo feat. Rsko - Dans lequel (sur l'album Yoski 2)
- 2024:
  - Highlyy (en) feat. Rsko - Passion (sur l'EP +243)
  - Guy2bezbar feat. Rsko - Encore (sur l'album Ambition II)
  - Dadju & Tayc feat. Rsko - TOUT essayer ? (sur l'album Héritage)
  - RK feat. Rsko - 4 Saisons (sur l'album DLPDA)
  - Keblack feat. Rsko - Zekeze (sur l'album Focus)
  - Tiakola feat. Rsko & Hamza - 1h55 (sur l’album BDLM VOL.1)
- 2025 :
  - Cheu-B feat. Rsko - Frigo (sur l'album Bigsky Energy)

## Style et influences
Rsko parle beaucoup d'amour dans ses morceaux, il semble se livrer, mais ce ne sont généralement pas des choses vécues. « Je peux m’inspirer du couple de mon pote, de ce que je vois dans la vie de tous les jours… Quand tu chantes ou que tu rappes, tu ne dis pas forcément ce que tu vis ».
Selon la radio Mouv', les points forts de Rsko sont ses toplines et ses mélodies qui restent en tête. Il se considère mélomane, comme Tiakola, porte-drapeau du genre "mélo" en France, mais il a également posé sur des instrumentales drill, sans vouloir en faire son style de musique.
La scène d'Atlanta, avec notamment Gunna, Lil Baby et Rylo Rodriguez, mais également la musique congolaise comme celle de Fally Ipupa, forment les deux aspects de son inspiration en mélodie.